# Hans Forsberg
Hans Gustaf Forsberg, född 14 november 1881, död 29 april 1949 i Stockholm, var en svensk jurist.
Forsberg blev juris kandidat vid Uppsala universitet 1906, vice häradshövding 1918, häradshövding i Medelpads västra domsaga 1926, var suppleant för justitieombudsmannen 1926–1929, innan han 1929 blev justitieråd. Forsberg är begravd på Norra begravningsplatsen utanför Stockholm.